# Zjila-byla odna baba
Zjila-byla odna baba (russisk: Жила-была одна баба) er en russisk spillefilm fra 2011 af Andrej Smirnov.

## Medvirkende
- Darya Ekamasova - Varvara
- Nina Ruslanova - Krjatjikha
- Vladislav Abasjin - Ivan
- Roman Madjanov
- Maksim Averin - Aleksandr